# Galgano Guidotti
San Galgano (Chiusdino, República de Siena, 1148-1181) fue un caballero italiano de la Baja Edad Media venerado como santo por la iglesia católica.

## Historia
San Galgano nació probablemente en 1148 en Chisdino, provincia de Siena. Hijo de Dionigia y de Guido (o Guidotto), si bien hay escasez de fuentes bibliográficas. Las referencias sobre su familia sólo aparecen en el siglo XVI cuando se le atribuye el apellido Guidotti. Muere con 33 años el 30 de noviembre de 1181, día de su celebración litúrgica.
Según la tradición, Galgano vivió una juventud disoluta hasta que tuvo dos visiones del arcángel san Miguel. En la segunda de estas visiones, el arcángel san Miguel acompaña a Galgano hasta el Monte Siepi dónde se encuentran con los doce apóstoles y con Jesús. En este lugar clava su espada en el suelo y queda fundida en la roca. La espada todavía puede ser vista en un lugar próximo a las ruinas de la Abadía de San Galgano. Murió en 1181 y en 1189 comienza su proceso de canonización.

## Simbología e influencia
Se le suele representar con una espada que todavía existe en la abadía de San Galgano, clavada en el suelo y protegida por un cristal. Esta espada, que nunca se ha logrado quitar, la han denominado la "Excalibur italiana".
San Galgano ha influido sobre todo en la arquitectura. Se le ha construido una abadía en su honor, unas iglesias y algunas ermitas y capillas. Lo interpretan como alguien comprensivo y sabio, que entiende de la naturaleza, ya que vivió con ella durante un largo tiempo.
La espada de San Galgano es el único milagro que se conoce de él: fue clavada en la piedra perfectamente formando la empuñadura una cruz. La espada, que todavía persiste, se rompió en 1992 al intentar sacarla un hombre; solucionaron el problema pegándola de nuevo y colocando encima un cristal.
Durante siglos se pensó que la espada era falsa, pero tras examinar la composición del metal en 2001 el investigador Luigi Garlaschelli confirmó que ''La composición del estilo y del metal eran compatibles con la era de la leyenda''. El análisis también confirmó que la pieza superior y la inferior invisible son auténticas y pertenecen a un mismo artefacto. El análisis de radar de penetración en el suelo también reveló que debajo de la espada hay una cavidad, de unos dos metros por un metro, que se cree que es un nicho de entierro, y que posiblemente contenga el cuerpo del caballero.

## Abadía

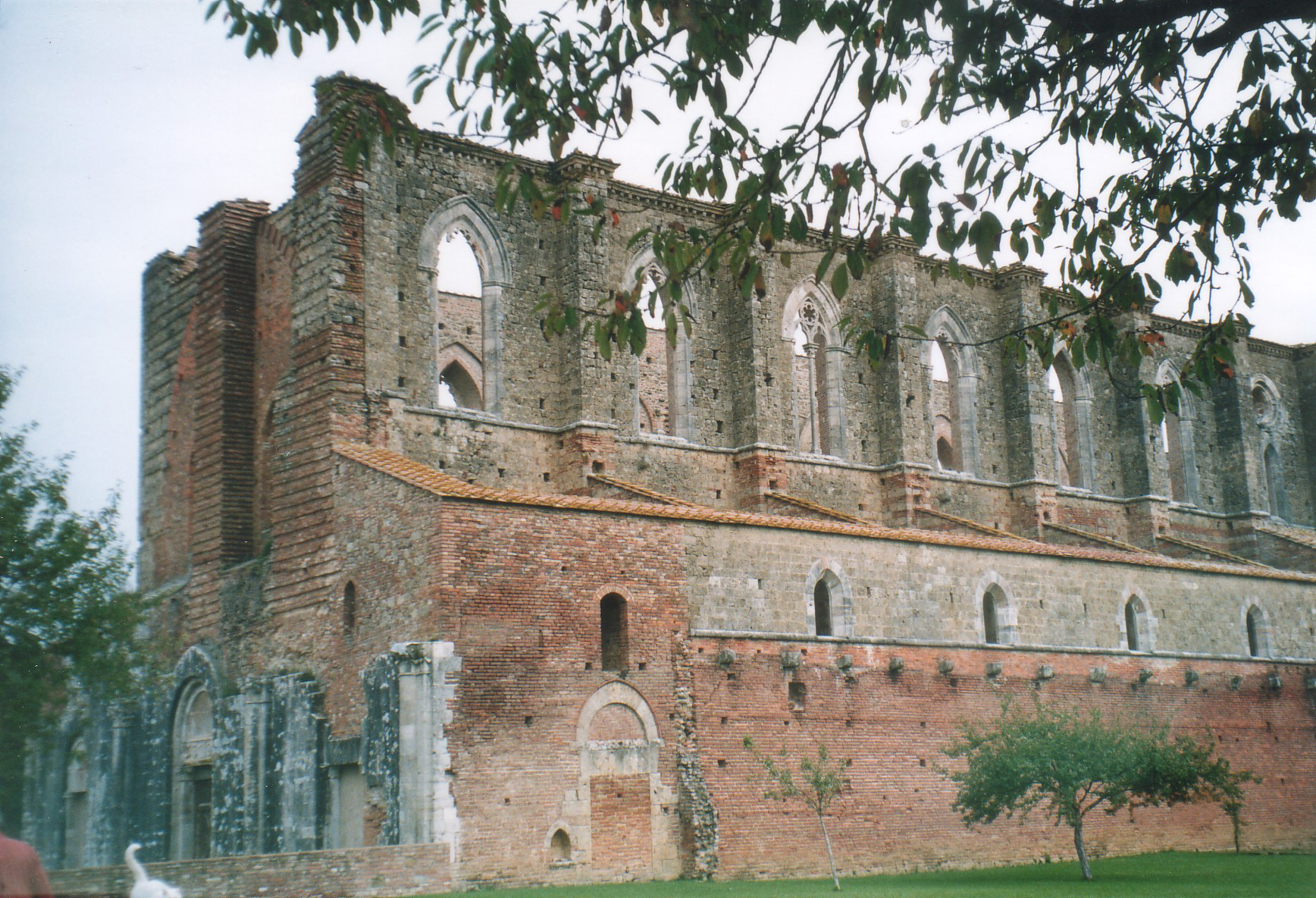
Exterior de la abadía de San Galgano.

La Abadía de San Galgano, construida cuatro años después de su muerte, es un gran edificio religioso ubicado a pocos kilómetros de Siena, en el municipio de Chiusdino.
El lugar está constituido por el eremitorio llamado «Rotonda de Montesiepi» y de la gran abadía, ahora completamente en ruinas y reducida sólo a los muros.

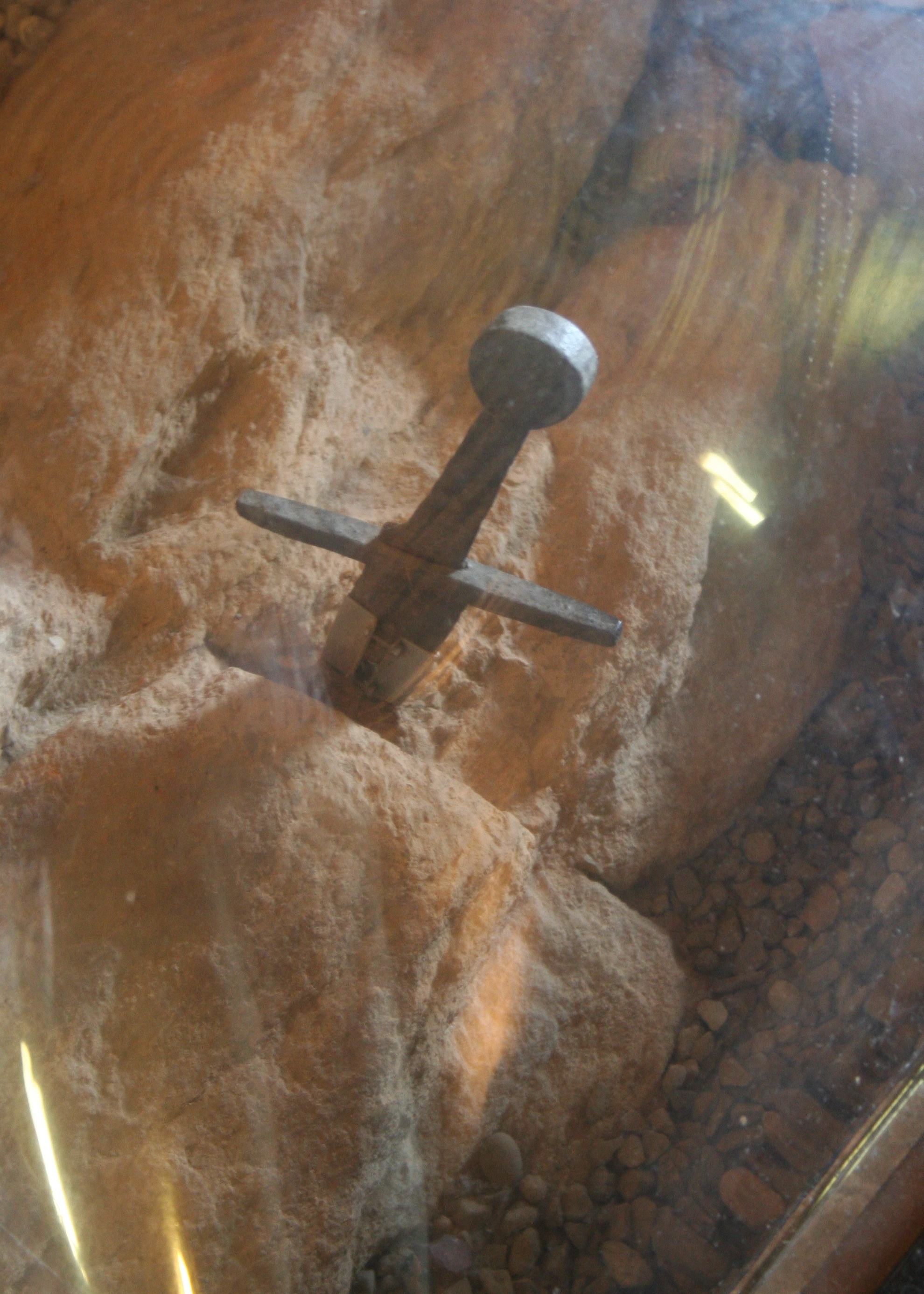
Espada de San Galgano en la Rotonda de Montesiepi